# Guiclan
Guiclan település Franciaországban, Finistère megyében. Lakosainak száma 2564 fő (2022. január 1.). Guiclan Guimiliau, Lampaul-Guimiliau, Landivisiau, Plouénan, Plouvorn, Saint-Thégonnec-Loc-Eguiner és Taulé községekkel határos.

## Népesség
A település népességének változása:
| Lakosok száma | 2076 | 1937 | 2045 | 2124 | 2438 | 2482 | 2490 | 2502 | 2529 | 2564 |
|               | 1968 | 1982 | 1990 | 2006 | 2013 | 2015 | 2017 | 2019 | 2020 | 2022 |